# Helen Frankenthaler
Helen Frankenthaler, född 12 december 1928 i New York, död 27 december 2011 i Darien i Connecticut, var en amerikansk konstnär som efter en tid inom abstrakt expressionism blev drivande i utvecklingen av en andra generation inom post-målerisk abstraktion.
Frankenthalers konst influerades tidigt av den abstrakta expressionismen, bland annat av Clement Greenberg, Hans Hofmann och Jackson Pollock.
I början av 1950-talet utvecklade hon en egen, lyriskt abstrakt stil, med laveringar och fläckar av utspädda pigment-lager på opreparerad duk, i syfte att skapa genomskinliga strukturer som skulle ingå förening med duken. Den tre meter breda och drygt två meter höga målningen Mountains and Sea (1952) var den första där hon använde tekniken med oljefärg, blandad med förtunningsmedel, på opreparerad bomullsduk. Denna inspirerade bland andra Morris Louis och Kenneth Noland till deras färgfältsmåleri. Dessa räknas, tillsammans med Frankenthaler själv, till en andra generations färgfältsmålare, med en stil som utvecklades mer åt formalism än expressivt uttryck, och som under 1960-talet gick under den mer övergripande beteckningen "post-målerisk abstraktion".
Hennes senare verk är utförda i starkare färger och fastare former, bland dem Flood (1967), i akrylfärg.